# Château des Lions
Le château des Lions est situé sur la commune du Port-Marly, dans le département des Yvelines. Le château fait l’objet d’un classement et d'une inscription au titre des monuments historiques depuis le 27 avril 1972.

## Historique
Le château des Lions est une ancienne demeure des seigneurs de Prunay, rebâtie en 1806. À cette date, le propriétaire était Bezuchet, qui le revendit par la suite au marquis de Ferreti en 1824(?). Le château passa en 1835 à M. Brunet, puis à M. de Villebresme en 1837. Il était entouré d'un parc de 17 hectares. 
Henri Rodrigues-Henriques, syndic des agents de change sur la place de Paris, s’installa au château des Lions en 1853. Le château passa en 1858 à son fils Georges Rodrigues-Henriques, peintre et agent de change à Paris, et à son épouse Lucie Étignard de La Faulotte. Ils reçurent leur ami le peintre Camille Corot, qui exécuta en 1872 plusieurs tableaux célèbres : Le Tournant de la Seine, la Montre, Le Départ pour la promenade des lions, à Port-Marly (Madrid, musée Thyssen-Bornemisza). Leur fille Jeanne, épouse de Jean Roland-Gosselin, fit construire dans le parc du château un chalet qu'ils baptisèrent Les Lionceaux et qu'elle occupa avec son mari et ses quatre enfants.
La famille Rodrigues-Henriques conserva le château des Lions jusqu'en 1926.
Racheté en 1953 par la municipalité de Port-Marly, il abrite l'hôtel de ville de la commune depuis 1971.

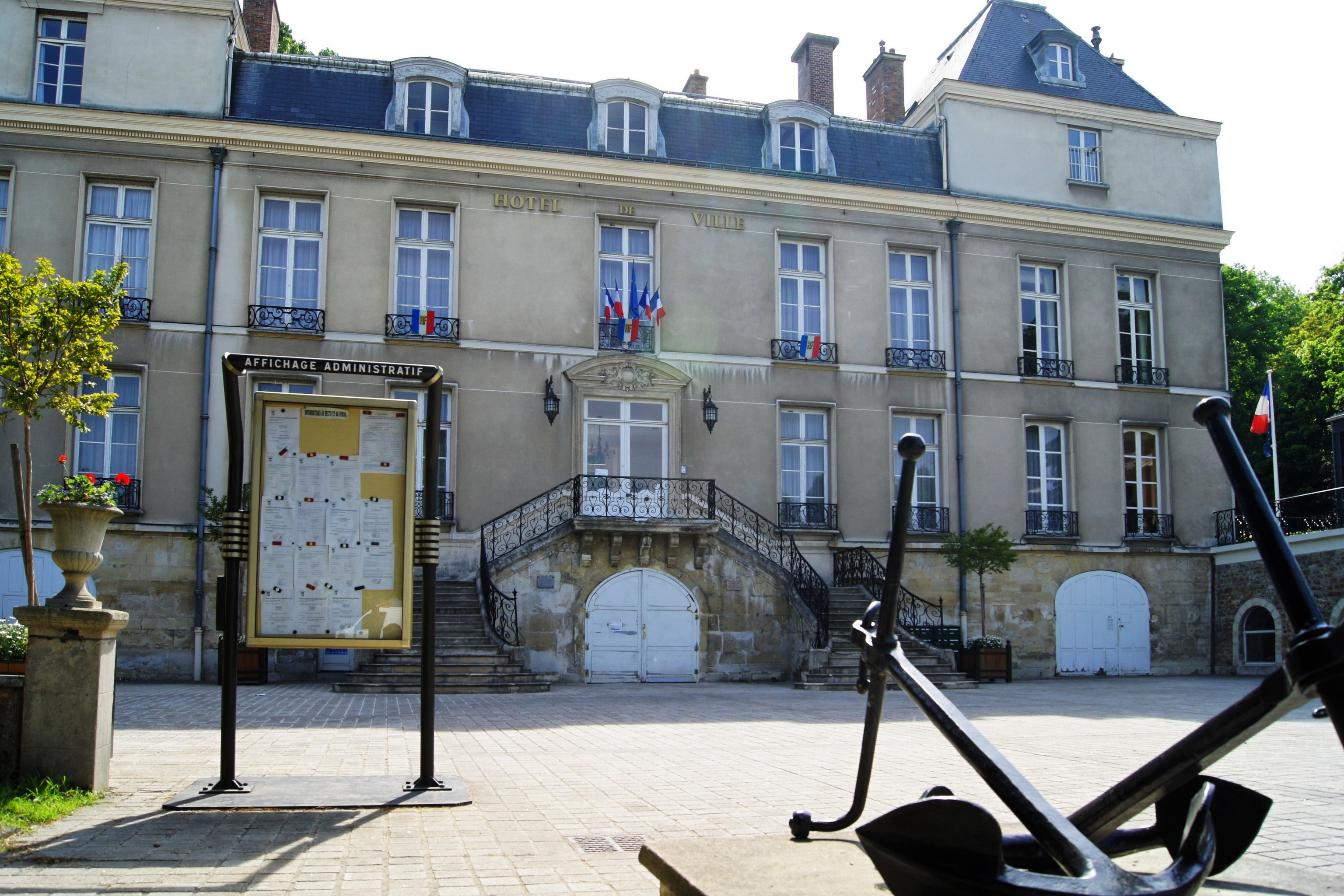
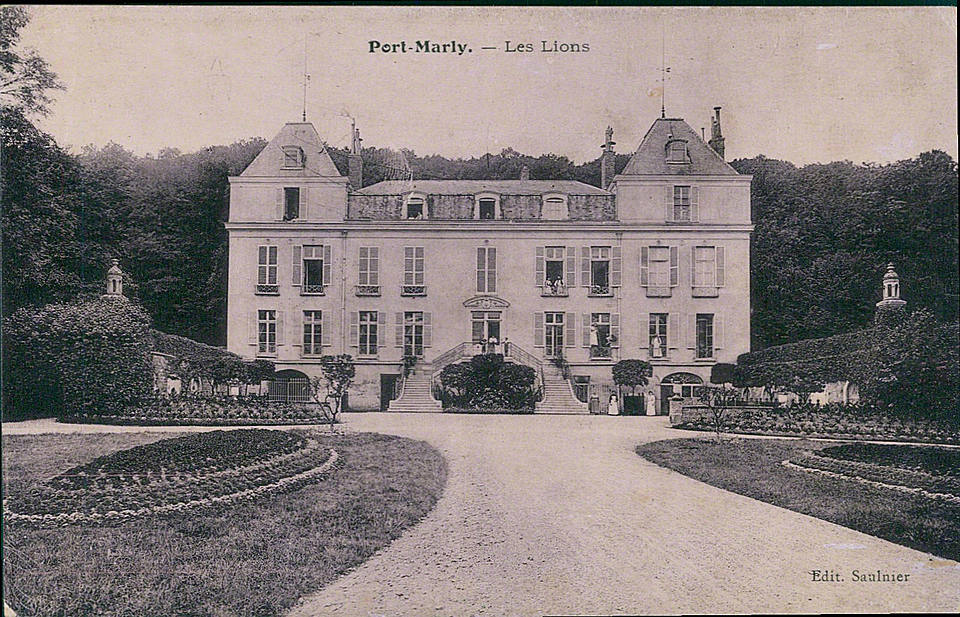
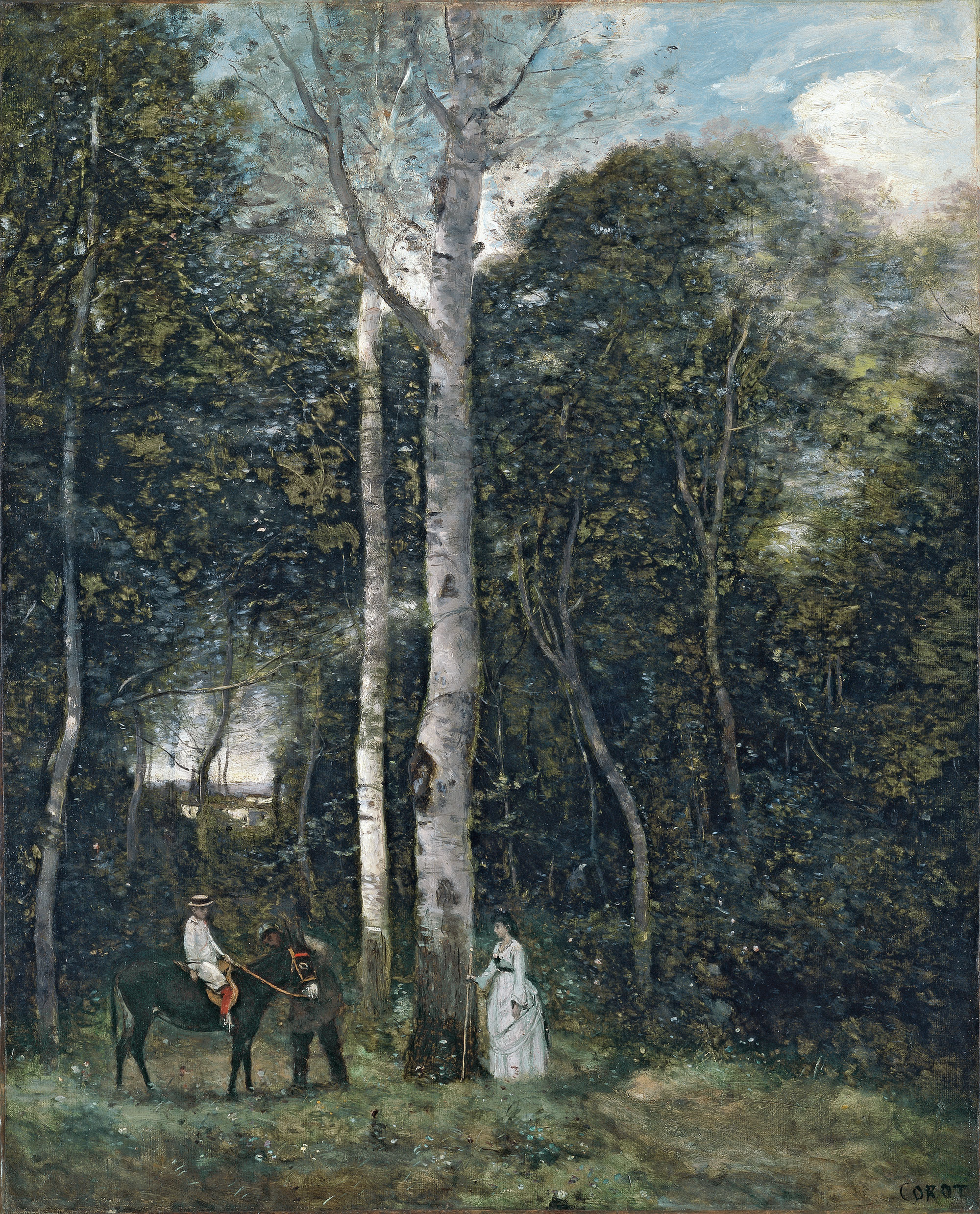
Camille Corot, Le Départ pour la promenade des lions, à Port-Marly (1872), Madrid, musée Thyssen-Bornemisza.

## Décors et œuvres
La salle des mariages, dite chambre Jacques II, classée à l'inventaire des monuments historiques, présente un remarquable décor, chef-d'œuvre de la peinture française du XVIIe siècle, peint par Michel Dorigny. Ce décor semble provenir d'un château de Colombes (Hauts-de-Seine) et a été transféré au château des Lions au XIXe siècle.